# Superior, Montana
Superior är administrativ huvudort i Mineral County i Montana. Orten fick sitt namn efter Superior i Wisconsin.